# Harley Benton
Harley Benton — собственная марка струнных инструментов, усилителей и губных гармошек компании Thomann — одного из крупнейших в мире европейских ритейлеров музыкального и аудиооборудования из Баварии, Германия.

## История
Марка была создана в 1990-е годы как бюджетная линейка инструментов для покупателей Thomann.  
Производство инструментов осуществляется примерно на двадцати фабриках в Китае, Индонезии и Вьетнаме, при этом контроль качества и разработка модельных серий ведутся в Германии.

## Продукция
Основу ассортимента составляют гитары различных типов: электрогитары, акустические, классические, бас-гитары, а также мандолины, укулеле, банджо, диатонические губные гармошки, электроскрипки и электроальты.
Марка ориентирована на сегмент доступных инструментов, предлагая характеристики, которые обычно встречаются у более дорогих моделей — например, обожжённые (roasted) грифы, специальные покрытия или лады из нержавеющей стали.

## Известные серии
- Электрогитары: ST-серия, CST-серия, TE-серия, SC-серия, DC-серия, Fusion-серия, HB-серия
- Акустические гитары: CLD-серия, CLA-серия, HBO-серия
- Классические гитары: CG-серия, HBO-серия